# Dolmen du Mas d'Agard
Le dolmen du Mas d'Agard est un dolmen situé à Fontvieille, dans le département français des Bouches-du-Rhône.

## Protection
L'édifice est inscrit au titre des monuments historiques en 1995.